# Janine Reiss
Pour les articles homonymes, voir Reiss.
Janine Reiss est une chef de chant, pianiste et claveciniste française, née le 23 novembre 1921 à Paris, et morte le 1er juin 2020 à Saint-Arnoult dans le Calvados.

## Biographie
Claveciniste de formation, Janine Reiss travaille le piano sous la direction de Lazare-Lévy et d'Yves Nat avant de se spécialiser dans les années 1960 dans la préparation des chanteurs lyriques internationaux au répertoire français. Se définissant comme « professeur de rôles », elle travaille ainsi pendant dix ans aux côtés de Maria Callas mais aussi avec Teresa Berganza, Mady Mesplé, Julia Migenes, Denise Duval, Plácido Domingo ou encore Luciano Pavarotti.
Directrice des études musicales de l’Opéra de Paris de 1973 à 1980, elle collabore par la suite avec les maisons d'opéras et les chefs d'orchestre du monde entier. Elle dirige chaque été les études musicales des Chorégies d'Orange.
En 1978, elle participe à la préparation du film de Joseph Losey Don Giovanni, comme conseillère musicale du réalisateur. Elle y apparaît également en tant que claveciniste, accompagnant tous les récitatifs.
Elle a fait quelques incursions dans le domaine des variétés en faisant travailler par exemple Mireille Mathieu, rencontrée en 1983 sur l'émission de Jacques Chancel Le Grand Échiquier.
Un documentaire de Thierry Thomas et Pierre Bouteiller lui a été consacré en 2003 : Janine Reiss : L’Esprit de l’Opéra.
En 2011, Isabelle Ayre publie un livre d'entretiens intitulé : Entretiens avec Janine Reiss.
En 2013, Dominique Fournier publie un livre basé sur ses souvenirs : La Passion prédominante de Janine Reiss.
Janine Reiss meurt à Saint-Arnoult le 1er juin 2020  à l’âge de 98 ans,.